# Préfecture du Haut-Rhin
La préfecture du Haut-Rhin est une préfecture française représentant l'État français dans le département du Haut-Rhin, un des deux départements qui constituaient l'ancienne région Alsace, désormais dans le Grand Est. Le département a par la suite fusionné avec celui du Bas-Rhin dans le cadre de la collectivité européenne d'Alsace mais la circonscriptions territoriale de l'État a été maintenue.
Elle accueille les bureaux du préfet, du Secrétaire général et du directeur de cabinet, ainsi que plusieurs directions et services dépendant du cabinet du préfet et du secrétariat général. Une partie des services, dont l'accueil du public et le service immigration sont situés dans l'enceinte de la cité administrative de Colmar, située rue Fleischhaur, depuis 2023.

## Localisation
Elle est située au 7 rue Bruat, en face du Champ de Mars.

## Historique
L'édifice date de 1866,, sa construction a débuté en 1862. Avant cette date, la Préfecture occupait les locaux de l'actuel Hôtel de ville.
À la suite de la guerre franco-allemande de 1870, il abrite le siège du District de Haute-Alsace (Bezirk Oberelsass).
Il a été ravagé par un incendie en 1938, bombardé en 1940 et à nouveau endommagé par les combats de 1944-45, ce bâtiment fut réparé après la Seconde Guerre mondiale. 
En 1978 un deuxième bâtiment a été inauguré avenue de la République. Cet édifice abrite plusieurs services administratifs et accueille les usagers de la préfecture. Le bâtiment "République" n'héberge plus aucun service de la préfecture depuis septembre 2024 et n'accueille plus aucun usager depuis 2023.

## Architecture
L'architecte se nommait Laubser,. Le bâtiment est constitué d'un bâtiment central flanqué d'une double rangée d'ailes latérales de style Louis XIII.

Une partie des pièces historiques peuvent être visitées lors des journées du patrimoine au mois de Septembre.

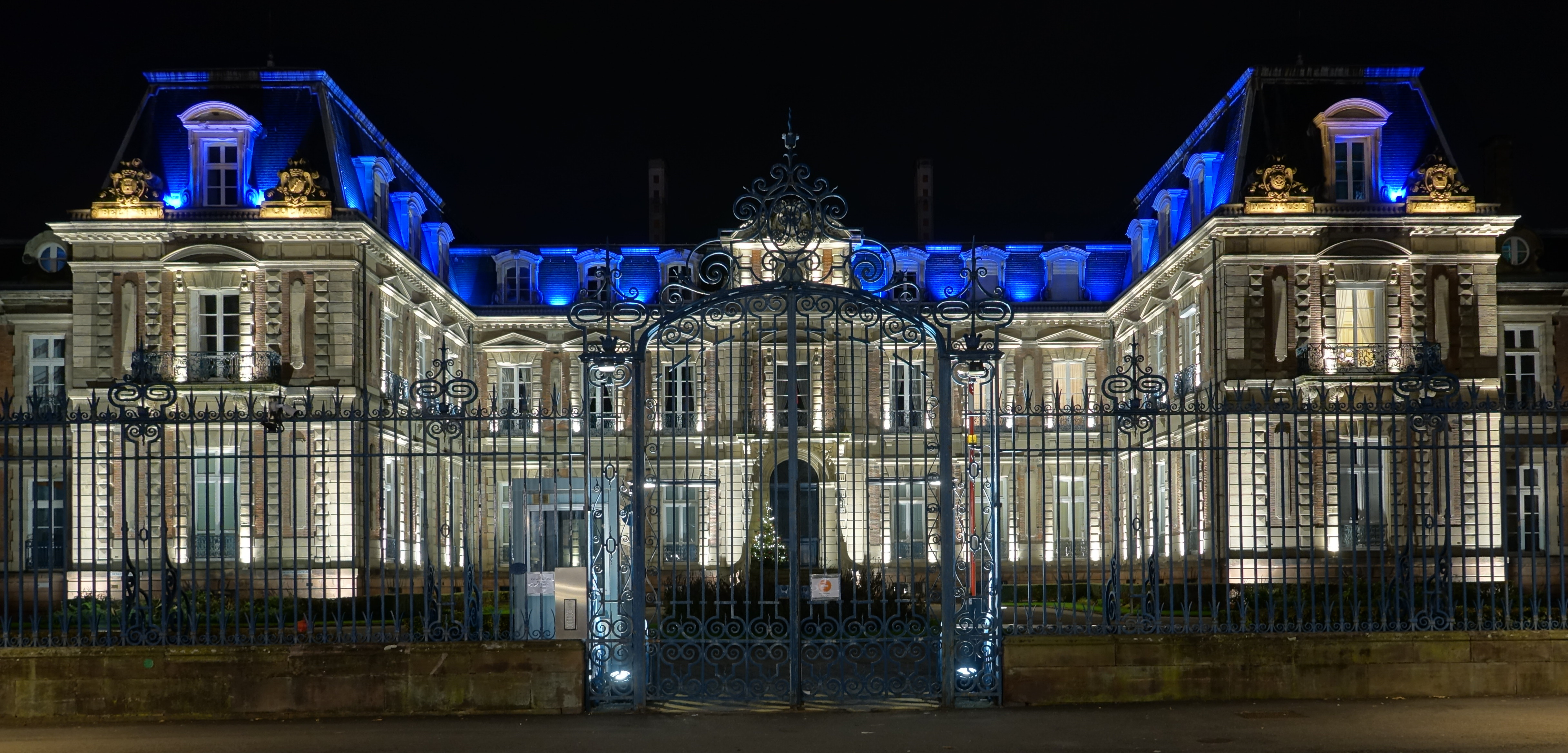
La préfecture de nuit.
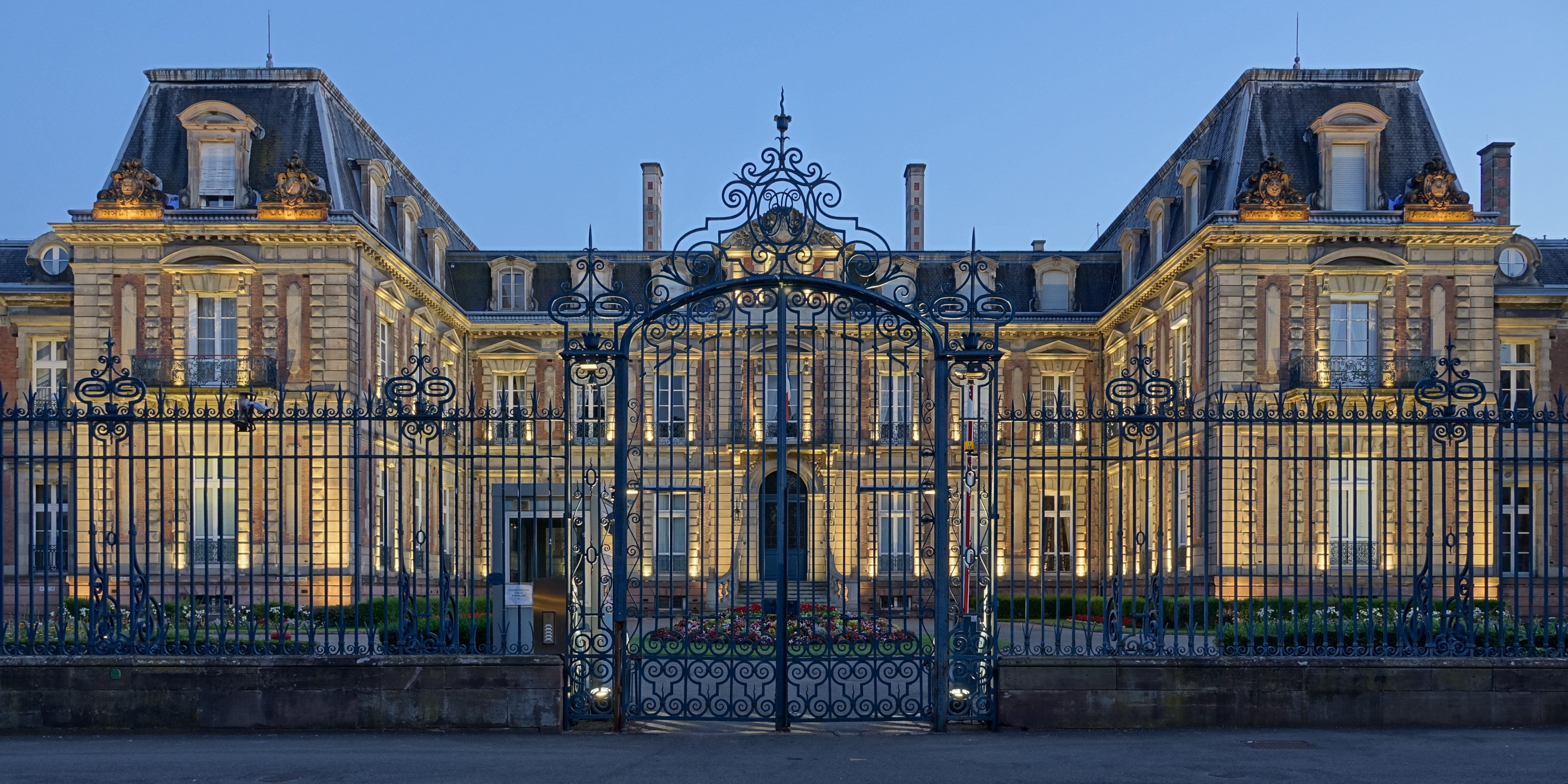
La préfecture pendant l'Heure bleue.